# Hartley (unitat)
El hartley (símbol Hart ), també anomenat ban, o dit (abreviatura de "dígit decimal"), és una unitat logarítmica que mesura informació o entropia, basada en logaritmes de base 10 i potències de 10. Un hartley és el contingut d'informació d'un esdeveniment si la probabilitat que ocorri aquest esdeveniment és1⁄10.  Per tant, és igual a la informació continguda en un dígit decimal (o dit), assumint a priori l'equiprobabilitat de cada valor possible. Porta el nom de Ralph Hartley.
Si s'utilitzen logaritmes de base 2 i potències de 2, aleshores la unitat d'informació és el shannon o bit, que és el contingut d'informació d'un esdeveniment si la probabilitat que aquest esdeveniment ocorri és1⁄2. Els logaritmes naturals i les potències d'e defineixen el nat.
Una prohibició correspon a ln(10) nat = log 2 (10) Sh, o aproximadament 2,303 nat, o 3,322 bit (3,322 Sh). Un deciban és una dècima part d'una prohibició (o aproximadament 0,332 Sh); el nom està format a partir de ban pel prefix SI deci-.
Tot i que no hi ha cap unitat SI associada, l'entropia de la informació forma part del Sistema Internacional de Quantitats, definit per l'estàndard internacional IEC 80000-13 de la Comissió Electrotècnica Internacional.

## Història
El terme hartley rep el nom de Ralph Hartley, qui va suggerir el 1928 mesurar la informació utilitzant una base logarítmica igual al nombre d'estats distingibles en la seva representació, que seria la base 10 d'un dígit decimal. 
La prohibició i el deciban van ser inventats per Alan Turing amb Irving John "Jack" Good l'any 1940, per mesurar la quantitat d'informació que podrien deduir els trencadors de codis de Bletchley Park mitjançant el procediment Banburismus, per determinar la configuració desconeguda de cada dia de la màquina de xifratge naval alemanya Enigma. El nom es va inspirar en els enormes fulls de cartolina, impresos a la ciutat de Banbury a uns 30 quilòmetres de distància, que es van utilitzar en el procés.
Good va argumentar que la suma seqüencial de decibans per construir una mesura del pes de l'evidència a favor d'una hipòtesi és essencialment una inferència bayesiana.  Donald A. Gillies, però, va argumentar que la prohibició és, en efecte, la mateixa que la mesura de Karl Popper de la gravetat d'una prova.

## Ús com a unitat de probabilitats
El deciban és una unitat especialment útil per a les probabilitats logarítmiques, sobretot com a mesura d'informació en factors de Bayes, ràtios de probabilitats (ràtio de probabilitats, de manera que el logaritme és diferència de probabilitats logarítmiques) o pesos de l'evidència. 10 decibans correspon a una probabilitat de 10:1; De 20 decibans a 100:1 de probabilitats, etc. Segons Good, un canvi en el pes de l'evidència d'1 deciban (és a dir, un canvi en les probabilitats de parells a aproximadament 5:4) és tan finament com es pot esperar raonablement que els humans quantifiquen el seu grau de creença en una hipòtesi.
Les probabilitats corresponents a decibans sencers sovint es poden aproximar bé mitjançant proporcions d'enters simples; aquests es recullen a continuació. Valor amb dos decimals, aproximació simple (al voltant d'un 5%), amb una aproximació més precisa (fins a un 1%) si una simple és inexacta:
| decibans | exacte valor | approx. valor | approx. relació | precísa relació | probabilitat |
| -------- | ------------ | ------------- | --------------- | --------------- | ------------ |
| 0        | 100/10       | 1             | 1:1             |                 | 50%          |
| 1        | 101/10       | 1.26          | 5:4             |                 | 56%          |
| 2        | 102/10       | 1.58          | 3:2             | 8:5             | 61%          |
| 3        | 103/10       | 2.00          | 2:1             |                 | 67%          |
| 4        | 104/10       | 2.51          | 5:2             |                 | 71.5%        |
| 5        | 105/10       | 3.16          | 3:1             | 19:6, 16:5      | 76%          |
| 6        | 106/10       | 3.98          | 4:1             |                 | 80%          |
| 7        | 107/10       | 5.01          | 5:1             |                 | 83%          |
| 8        | 108/10       | 6.31          | 6:1             | 19:3, 25:4      | 86%          |
| 9        | 109/10       | 7.94          | 8:1             |                 | 89%          |
| 10       | 1010/10      | 10            | 10:1            |                 | 91%          |